# Route de Genas
La route de Genas est une voie publique situées dans les communes de Villeurbanne, Lyon, Vaulx-en-Velin, Bron et Chassieu, dans le département du Rhône, en France.

## Situation et accès
La route de Genas est une voie publique orientée d'ouest en est, parcourant la limite entre Lyon et Villeurbanne en direction de la commune de Genas. Elle constitue la limite entre le 3e arrondissement de Lyon et Villeurbanne, Villeurbanne et Bron puis Bron et Vaulx-en-Velin.
Elle débute, à l'ouest, dans le prolongement de la rue du Dauphiné, au niveau de la rue Girié, et s'arrête au rond-point des 7-Chemins, au carrefour des communes de Bron, Vaulx-en-Velin, Décines-Charpieu et Chassieu. Cette première section est longue d'environ 4,6 km.
Environ 3 km plus à l'est, elle reprend à Chassieu dans la continuité de la route de Lyon, au croisement avec la rue de la République et l'avenue du Progrès et se termine à la frontière de Genas, où la voie redevient la route de Lyon. Cette seconde section est longue d'environ 900 m.
À l'est de Genas, à noter qu'il existe aussi des « route de Genas », à la sortie ouest de la commune iséroise de Crémieu ainsi qu’à la sortie ouest de la commune rhodanienne de Pusignan.
En partant de l'ouest, la route de Genas croise les voies suivantes, depuis la limite entre Lyon au sud et Villeurbanne au nord, puis entre Bron au sud et Villeurbanne au nord :
| Lyon                       | Villeurbanne                            | Bron                                    |
| -------------------------- | --------------------------------------- | --------------------------------------- |
| Rue Girié                  |                                         |                                         |
| Rue Frédéric-Mistral       | Place des Maisons-Neuves                |                                         |
|                            | Rue Paul-Péchoux                        |                                         |
| Rue Feuillat               | Rue Meunier                             |                                         |
| Rue Bellicard              | Rue Rhonat                              |                                         |
| Rue Claudius-Penet         |                                         |                                         |
|                            | Rue Galilée                             |                                         |
| Rue Cyrano                 |                                         |                                         |
|                            | Rue Victor-Hugo                         |                                         |
| Impasse Victor-Hugo        |                                         |                                         |
|                            | Rue du Professeur-Pierre-Victor-Galtier |                                         |
| Impasse du Sablon          |                                         |                                         |
|                            | Rue Arago                               |                                         |
| Rue Saint-Isidore          |                                         |                                         |
| Cours Richard-Vitton       | Boulevard Honoré-de-Balzac              |                                         |
| Place de la Reconnaissance | Place de la Reconnaissance              |                                         |
| Rue Bonnand                | Rue Antonin-Perrin                      |                                         |
| Place de la Reconnaissance |                                         |                                         |
|                            | Rue de la Fraternité                    |                                         |
| Rue Louis                  | Rue Eugène-Fournière                    |                                         |
|                            | Impasse Amblard                         |                                         |
|                            | Rue de la Solidarité                    |                                         |
| Rue Camille                |                                         |                                         |
|                            | Rue de l'Amitié                         |                                         |
| Rue de l'Église            | Avenue Général-Leclerc                  |                                         |
| Rue Saint-Charles          |                                         |                                         |
|                            | Rue de la Pouponnière                   |                                         |
| Boulevard Pinel            | Rue des Fleurs                          |                                         |
|                            | Rue Christian-de-Wett                   |                                         |
| Cours Richard-Vitton       | Rue Émile-Decorps                       |                                         |
|                            |                                         | Place Kimmerling                        |
|                            |                                         | Rue de l'Industrie                      |
|                            |                                         | Rue Georges-Clemenceau                  |
|                            |                                         | Rue des Pâquerettes                     |
|                            |                                         | Rue des Genêts                          |
|                            | Rue Cyprian                             |                                         |
|                            |                                         | Rue de la Perle                         |
|                            | Impasse Poncet                          |                                         |
|                            | Rue Pierre-Bressat                      |                                         |
|                            | Rue du Maréchal-Foch                    | Rue Jacques-Daligand                    |
|                            | Rue de la Marne                         |                                         |
|                            | Rue des Roses                           |                                         |
|                            | Boulevard périphérique Laurent-Bonnevay | Boulevard périphérique Laurent-Bonnevay |
|                            | Rue des Brosses                         | Rue des Gendarmes                       |
|                            | Rue Monge                               |                                         |
|                            |                                         | Rue Christian-Lacouture                 |
|                            | Rue Jean-Voillot                        |                                         |
|                            | Rue du Luxembourg                       | Rue de la Pagère                        |
|                            | Rue de la Poudrette                     | Avenue Pierre-Brossolette               |

## Historique
La voie est très ancienne puisqu'on trouve mention de la rue en 1479 ; elle cheminait de la place Stalingrad à Lyon jusqu'à Crémieu. Sa dénomination actuelle est attestée en 1810.

## Bâtiments remarquables et lieux de mémoire
Au niveau des numéros 207-209 de la route de Genas se situait le vélodrome Lyon-Villeurbanne, également connu sous le nom de vélodrome de la route de Genas. Inauguré le 1er octobre 1893, ce vélodrome d'une piste de 500 mètres doit affronter peu après son ouverture la concurrence du vélodrome du Parc de la Tête-d'Or, inauguré l'année suivante. Le vélodrome ferme ses portes en 1919.